# 2024年露朝首脳会談
2024年露朝首脳会談（2024ねんろちょうしゅのうかいだん）は、2024年6月19日に行われたロシアと北朝鮮の首脳会談である。平壌市でロシアの大統領ウラジーミル・プーチンと北朝鮮の総書記金正恩が会談した。

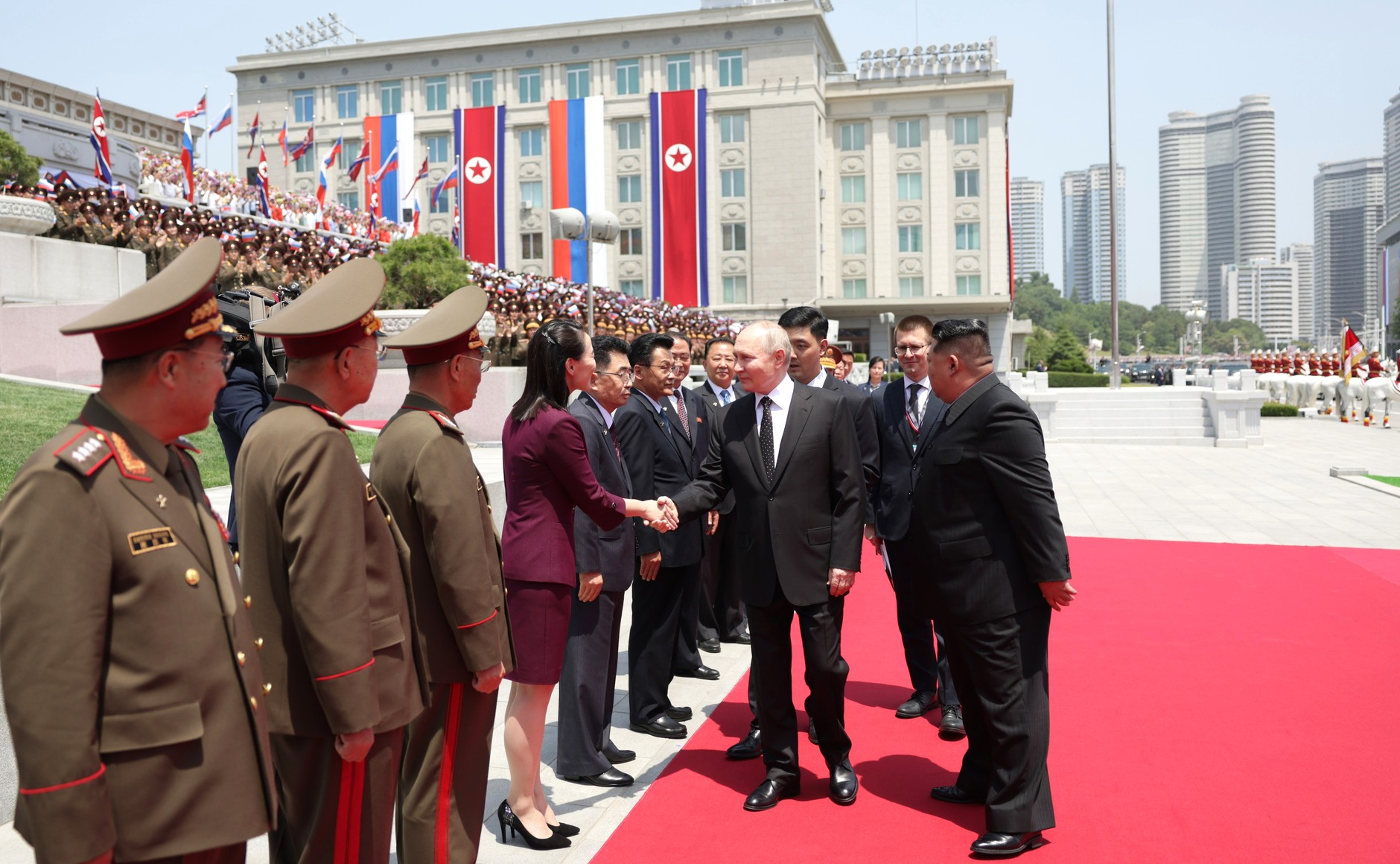
北朝鮮とロシアの高官（金日成広場）

この訪問は2000年以来のプーチンの北朝鮮訪問となった。訪問の数日前には平壌国際空港から航空機が撤去されたと報じられた。
プーチンが平壌国際空港に到着すると、金の出迎えを受け、車で錦繍山迎賓館に向かった。平壌の通りにはプーチンの肖像画が飾られた。金日成広場で式典が行われ、金とプーチンがレッドカーペットの上で関係者を出迎え、軍楽隊がロシアと北朝鮮の国歌を演奏し、子どもたちが風船とロシアの国旗、北朝鮮の国旗を振った。
会談を受けてロ朝戦略的パートナーシップ条約が締結され、11月6日にロシアの連邦院で批准された。締結後は両者が交代でアウルス・セナートを運転した。